# Тагиров, Убайдула Хазбулаевич
Убайдула Хазбулаевич Тагиров (24 февраля 2000, Красногвардейское, Ставропольский край, Россия) — российский боец смешанных боевых единобрств, 3-х кратный чемпион России по рукопашному бою, чемпион кубка мира и бронзовый призёр чемпионата мира по рукопашному бою. Мастер спорта России по рукопашному бою и ММА.

## Биография
Родился 24 февраля 2000 года в селе  Красногвардейское Ставропольского края.
В 2006 году пошёл учится в школу № 25 (ГКОУ), которую после обучения десяти классов в 2016 году окончил, после чего поступил в медицинский колледж, там Тагиров получил два образования, зубной техник и медицинский брат (медбрат).
Спортом занимался с детства. В 14 лет были первые шаги на секции рукопашного боя. Активно выступает в ММА, также Тагиров имеет опыт в таких спортивных видах спорта, как вольная борьба, грэпплинг и кикбоксинг.

## Спортивные достижения

#### Чемпионаты
Чемпионат России по рукопашному бою (2023).
 Чемпионат России по рукопашному бою (2024).
 Чемпионат России по рукопашному бою (2025).
 Чемпионат Кубка мира по рукопашному бою (2024). 
 Чемпионат мира по рукопашному бою (2025).

#### Звания
- Мастер спорта России по рукопашному бою.
- Мастер спорта России по ММА.
- Кандидат в мастера спорта России по вольной борьбе.
- Кандидат в мастера спорта России по грэпплингу.